# 港口湾群岛 (佛罗里达州)
港口湾群岛（英語：Bay Harbor Islands），是美国佛罗里达州邁阿密-戴德縣下属的一座城镇。建立于1947年。面积约为1.6平方公里（约合0.6平方英里）。根据2010年美国人口普查，该市有人口5,628人。论人口在本州排行第205。